# Facultad de Teología de Paderborn

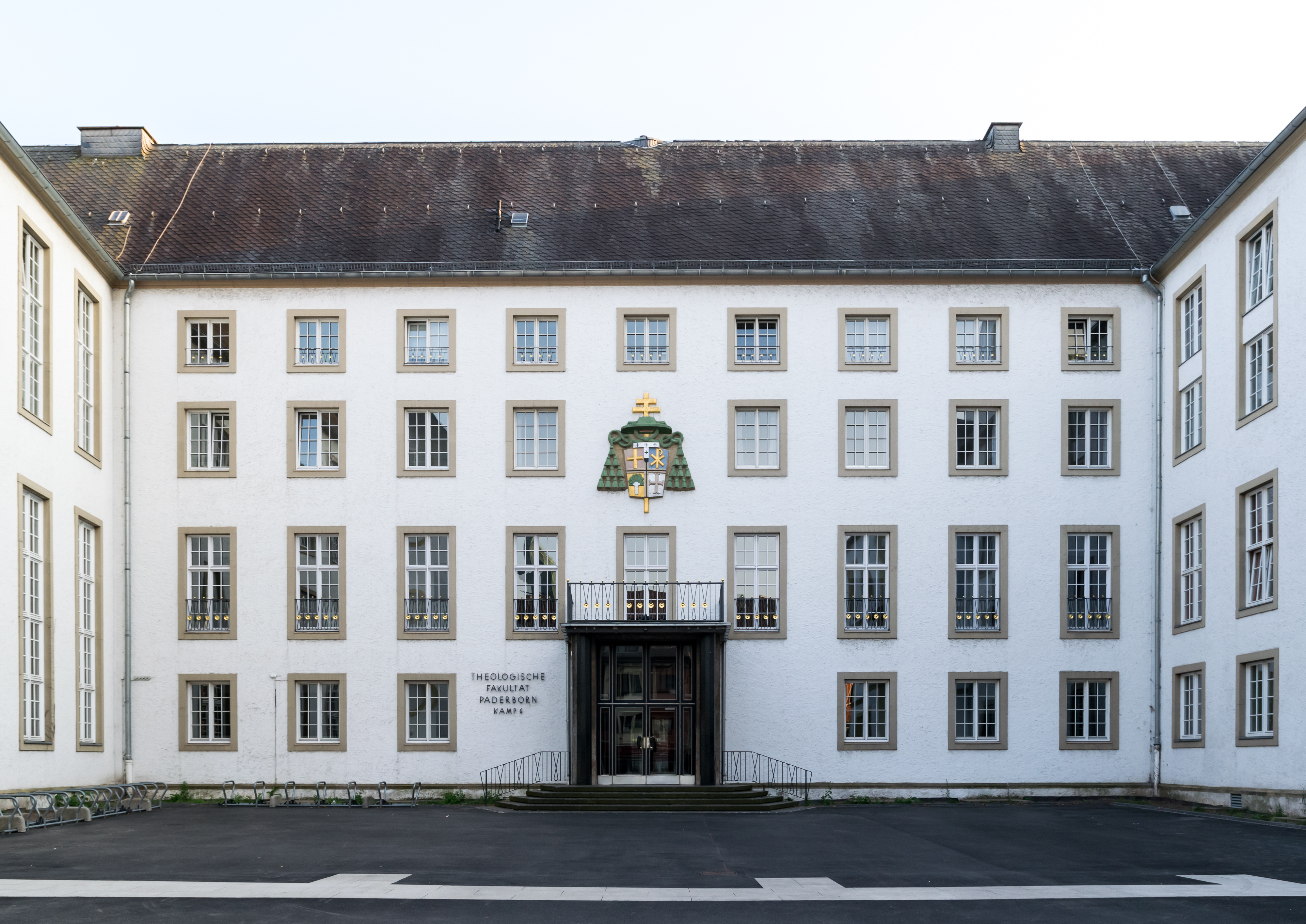
Foto frontal de la entrada a la Facultad de Teología de Padeborn

La Facultad de Teología de Paderborn (en alemán: Theologische Fakultät Paderborn y también Philosophisch-Theologische Fakultät Paderborn - Facultad Filosófico-Teológica de Paderborn) se creó el 10 de septiembre de 1614 por el Obispo Príncipe Dietrich IV de Fürstenberg. Es con ello el centro universitario más antiguo de Westfalia.
La Facultad depende de la Archidiócesis de Paderborn. 

## Historia
El papa Paulo V confirmó con el breve In supereminenti de 2 de abril de 1615 la institución como Universidad con Facultad de Teología y Facultad de Filosofía. Con diploma de 14 de diciembre de 1615 el Emperador Matías confirmó las dos facultades y el otorgó el privilegio de conceder el Doctorado. 
Durante la secularización el Rey de Prusia ordenó el 18 de octubre de 1818 la disolución de la Facultad, pero nunca se llevó a término y el 16 de abril de 1836 un documento real retiraba dicha disposición.
El papa Paulo VI, con decreto del 11 de junio de 1966 concedió al centro el estatuto de Facultad de Teología y volvió a confirmar su derecho a otorgar grados académicos. El documento del Ministerio de Educación del land Renania del Norte-Westfalia referente a ello lleva la fecha de 14 de octubre de 1966.
La Facultad concede actualmente los títulos de Diploma, Licenciatura, Doctorado y Habilitación en Teología católica.

## Antiguos profesores famosos
- Friedrich Spee (1591–1635). Jesuita, teólogo moralista, autor de la Cautio Criminalis
- Reinhard Marx (*1953). Arzobispo de Múnich y Frisinga, profesor de Doctrina social de la Iglesia